# Blackwater Park (gruppo musicale)
I Blackwater Park erano un gruppo progressive rock di Berlino Ovest, avevano un cantante britannico e utilizzavano moltissimo il feedback. Realizzarono solo un album, Dirt Box, che includeva la cover dei Beatles "For No One" e la mini opera "Rock Song" e uscì nel 1971 e venne ristampato nel 1990.

## Stile musicale
Le maggiori influenze stilistiche dei Blackwater Park erano Blue Cheer, Jimi Hendrix, Cream, Yes.

## Eredità
Il gruppo progressive death metal svedese degli Opeth ha chiamato in onore del gruppo il loro album del 2001, Blackwater Park.

## Formazione
- Richard Routledge  - voce, chitarra
- Michael Fechner - chitarra
- Andreas Scholz - basso
- Norbert Kagelmann - batteria

## Discografia
- Dirt Box (1971)